# Huub Rothengatter
Hubertus „Huub“ Rothengatter (* 8. Oktober 1954 in Bussum) ist ein ehemaliger niederländischer Autorennfahrer.

## Karriere

### Rennfahrer
Huub Rothengatter konnte sich eine Formel-1-Karriere finanzieren, obwohl er eher unauffällig in die höchste Monoposto-Klasse aufstieg. Rothengatter fuhr 1979 eine volle Formel-2-Saison für Chevron. 1980 wechselte er zu Toleman und gewann den Meisterschaftslauf in Zolder.
1981 bemühte sich Rothengatter um einen Formel-1-Vertrag, scheiterte mit diesem Ansinnen jedoch und die Karriere geriet ins Stocken. 1984 kam er mit Spirit doch in die Formel 1. Die Saison verlief wechselhaft, ebenso das Jahr 1985, in dem er für Osella fuhr. Mit dem siebten Platz beim Großen Preis von Australien kam er einem Weltmeisterschaftspunkt am nächsten. 1986 wurde er Werksfahrer bei Zakspeed. Auch mit dem Zakspeed 861 blieben Punkte außer Reichweite und nach 25 Grand Prix endeten die Formel-1-Ambitionen des Niederländers ohne Weltmeisterschaftspunkte.

### Rennfahrer-Manager
Nach seinem Rücktritt engagierte sich Rothengatter als Manager von Rennfahrern. Viele Jahre betreute er erfolgreich seinen Landsmann Jos Verstappen, der wie er selbst in der Formel 1 fuhr.